# Noluthando Meje
Noluthando 'Nolly' Meje Nqayi es una actriz y cantante sudafricana. Es más conocida por su participación en la película Farewell Ella Bella y las series Swartwater y Silent Witness.

## Biografía
Meje nació el 10 de diciembre de 1986 en Ciudad del Cabo, Sudáfrica. Completó su educación en Camps Bay High School.

## Carrera profesional
En 2002, alcanzó el Top 100 de la primera temporada del programa de telerrealidad Idols de M-Net. En 2003, se convirtió en una de las 12 finalistas en la segunda temporada del programa y en 2011, volvió a competir en la séptima temporada, siendo una de las 16 finalistas.
Presentó los programas de televisión Destination SA y What's Your Story?. En diciembre de 2008, reemplazó a Prudence Moabelo como presentadora de la tercera temporada del programa de entrevistas juvenil Keeping it Real. En 2012, se unió a la serie de competencia de baile Jam Alley Crew vs Crew como coanfitriona junto con Slikour. El mismo año, fue invitada a actuar en la serie de comedia Sketch U Later. A fines de 2012, reemplazó a Mac Leshomo como presentadora de la serie de competencia Turn It Out.
El 28 de abril de 2014, se unió a la telenovela Isidingo como 'Zukisa Kondile'. En 2015, se convirtió en la presentadora de la primera temporada de la competencia de telerrealidad The Sing-Off SA. En 2018, participó en la película Farewell Ella Bella como 'Khanyisa'.

## Filmografía
| Año  | Título                   | Rol              | Tipo                | Ref.  |
| ---- | ------------------------ | ---------------- | ------------------- | ----- |
| 1997 | Kap der guten Hoffnung   | Mabel            | Serie de televisión |       |
| 2002 | Stokvel                  | Kuki             | Serie de televisión |       |
| 2010 | Silent Witness           | Cynthia Tghilolo | Serie de televisión |       |
| 2014 | Swartwater               | Faith Malinga    | Serie de televisión |       |
| 2015 | De(Con)Struction of Love |                  | Cortometraje        |       |
| 2015 | Promise                  | Mbali            | Cortometraje        |       |
| 2018 | Farewell Ella Bella      | Khanyisa         | Película            | [ 7 ] |